# Gobiosuchidae
Gobiosuchidae – rodzina krokodylomorfów z grupy Protosuchia. Została nazwana w 1972 roku przez Halszkę Osmólską jako monotypowa rodzina obejmująca gatunek Gobiosuchus kielanae. Obecnie znane są dwa rodzaje należące do tej rodziny – Gobiosuchus i Zaraasuchus. Gobiosuchus był niewielkim, mierzącym około 60 cm długości, w pełni opancerzonym długoszyim i długonogim krokodylomorfem lądowym. Miał niewielkie, ciasno ułożone zęby, co sugeruje, że żywił się małą zdobyczą, taką jak bezkręgowce i nieduże kręgowce. Gardło było wąskie, co wskazuje, iż każde większe pożywienie musiało zostać pokawałkowane przed połknięciem. Szyja jest tej samej długości co czaszka, co stanowi cechę nietypową wśród Crocodyliformes, jednak jej ruchomość ograniczały wydłużone żebra szyjne oraz rzędy pokrywających ją osteoderm. Długość kończyn przednich wynosi około 75% długości kończyn tylnych. Ogon był prawdopodobnie równie długi jak reszta ciała, podobnie jak u protozucha i bardziej prymitywnych krokodylomorfów, jednak z powodu niekompletności materiału kopalnego pozostaje to hipotezą. Zaraasuchus był podobny – od Gobiosuchus odróżniały go głównie cech czaszki. Analiza filogenetyczna przeprowadzona w 2004 roku przez Diego Pola i Marka Norella sugeruje, że klad Gobiosuchidae, obejmujący te dwa rodzaje, łączy 14 synapomorfii. Analiza nie wspiera monofiletyzmu grupy Protosuchia – Gobiosuchidae są bliżej spokrewnione z Mesoeucrocodylia niż z kladem obejmującym Orthosuchus, Hemiprotosuchus, „takson z Kayenta” i protozucha. Zarówno Gobiosuchus, jak i Zaraasuchus żyły w późnej kredzie na obecnych terenach Mongolii.